# Baai van Meelste
De Baai van Meelste (Estisch: Meelste laht, Duits: Bucht von Meelste) is een baai binnen de territoriale wateren van Estland. De baai is een onderdeel van de Oostzee, en ligt op het grondgebied van de gemeente Hiiumaa op het eiland Hiiumaa. De baai is genoemd naar de plaats Meelste, een dorp in die gemeente dat aan de baai grenst.
De baai bestaat uit ondiep water met een matig zoutgehalte.

## Geografie
De baai ligt in het noordwestelijke deel van het eiland Hiiumaa. Hij loopt van de kaap Kootsaare nina in het dorp Reigi in het westen tot aan de kaap Tahkuna nina in het dorp Tahkuna in het noorden. De kust langs de baai verandert bij het dorp Mangu van richting: van west-oost naar zuid-noord. Bij Mangu begint de kust van het schiereiland Tahkuna.
Vanaf het westen liggen langs de baai de dorpen Reigi, Sigala, Mudaste, Mangu, Kauste, Meelste en Tahkuna. De kuststrook tussen Mangu en Tahkuna hoort bij het natuurreservaat Tahkuna looduskaitseala (18,6 km²).
Het wateroppervlak van de baai bedraagt 25,6 km².